# Hallo met mij (single)
Hallo met mij is een single van de Nederlandse zangeres Tabitha uit 2020. Het stond in hetzelfde jaar als derde track op het gelijknamige album, waar het de tweede single van was, na Slapen met het licht aan.

## Achtergrond
Hallo met mij is geschreven door Carlos Vrolijk, Gia Koka, Tabitha Foen-a-Foe, Rushan West en Jonathan Maridjan en geproduceerd door Project Money. Het is een nederpopnummer waarin de zangeres een telefoongesprek beschrijft tussen haar en een voormalige geliefde. In het nummer blikt ze terug op de relatie. Het nummer is een van de eerste singles die de zangeres uitbrengt op haar eigen label NEOF Music Group. Bij uitbrengen van het lied had de zangeres ook een bijbehorend TikTok-dansje bedacht. De single heeft in Nederland de gouden status.

## Hitnoteringen
Het lied was succes in beide Nederlandse hitlijsten. In de Top 40 bereikte het de 36e positie en stond het vier weken in de lijst. De vijftigste plaats was de piekpositie in de Single Top 100, waarin het maar liefst twintig weken te vinden was. 